# José Luis García Raya
José Luis García Raya (Guadix, Granada, 11 de febrero de 1941 - La Herradura-Almuñécar, Granada, 24 de junio de 2009) fue un político socialista andaluz. Estudió magisterio y trabajó como funcionario del Servicio Nacional de Productos Agrarios (SENPA). Asimismo, militó en el PSOE, partido con el que fue elegido diputado por la provincia de Zamora en las elecciones generales españolas de 1982. No se presentó a las elecciones y fue elegido diputado en las elecciones al Parlamento Europeo de 1987. En el Parlamento Europeo fue vicepresidente de la Comisión de Control Presupuestario y miembro de la Delegación para las relaciones con los países de América Central y del Grupo Contadora.
No se presentó a la reelección en 1989 y de 1991 a 1995 fue elegido alcalde de Guadix. Durante su mandato impulsó la celebración anual del Ciclo Internacional de Guadix Clásica e hizo reformar el edificio consistorial. Después se retiró de la política, aunque volvió brevemente en 2006 como asesor de Magdalena Álvarez Arza, entonces Ministra de Fomento.